# Llengües sinotibetanes
Les llengües sinotibetanes (de vegades anomenades "transhimalaianes") són una família de més de 400 llengües, només superada per la indoeuropea en nombre de parlants nadius. Al voltant de 1.400 milions de persones parlen una llengua sinotibetana. La gran majoria d'aquestes són els 1.300 milions de parlants nadius de les llengües sinítiques. Altres llengües sinotibetanes amb un gran nombre de parlants inclouen el birmà (33 milions) i les llengües tibètiques (6 milions). Quatre estats membres de les Nacions Unides (la República Popular de la Xina, Singapur, Myanmar i Bhutan) tenen una llengua sinotibetana com a llengua nativa principal. Altres llengües d'aquesta família es parlen a l'Himàlaia, al Massís del sud-est asiàtic i a la vora oriental de la Plana Tibetana. La majoria d'aquestes tenen petites comunitats de parlants en zones muntanyoses remotes i, per tant, estan poc documentades.
Diversos subgrups de baix nivell han estat reconstruïts de manera segura, però la reconstrucció d'una protollengua per a la família encara es troba en una etapa inicial, de manera que l'estructura de nivell superior del sinotibetà continua sent poc clara. Tot i que tradicionalment la família es presenta dividida en una branca sinítica (composta per les llengües xineses) i una de tibetobirmana, no s'ha demostrat mai un origen comú per a les llengües no sinítiques. Certs lingüistes xinesos solen incloure-hi també les llengües kra-dai i hmong-mien, malgrat que la resta de la comunitat científica s'hi oposi des de la dècada de 1940. S'han proposat diversos vincles amb altres famílies lingüístiques, però sense acceptació generalitzada.

## Història
Una relació genètica entre les llengües xineses, el tibetà, el birmà i altres llengües es va proposar per primera vegada a principis del segle XIX i ara és àmpliament acceptada. L'atenció inicial a les llengües de civilitzacions amb llargues tradicions literàries s'ha ampliat per incloure llengües menys parlades, algunes de les quals només han començat a ser escrites recentment, o que no ho han arribat a ser mai estat. No obstant això, la reconstrucció de la família està molt menys desenvolupada que en famílies com l'indoeuropeu o l'austroasiàtic. Les dificultats han inclòs la gran diversitat de les llengües, la manca de flexió en moltes d'elles i els efectes del contacte lingüístic. A més, moltes de les llengües més petites es parlen en zones muntanyoses de difícil accés, que sovint també són zones frontereres sensibles. No hi ha consens pel que fa a la data i la ubicació del seu origen.

### Primeres investigacions
Durant el segle XVIII, diversos estudiosos van observar paral·lelismes entre el tibetà i el birmà, ambdues llengües amb tradicions literàries extenses. A principis del segle següent, Brian Houghton Hodgson i altres van notar que moltes llengües no literàries de les terres altes del nord-est de l'Índia i del sud-est asiàtic també hi estaven relacionades. El nom "tibetobirmà" es va aplicar per primera vegada a aquest grup l'any 1856 per James Richardson Logan, que hi va afegir el karen el 1858. El tercer volum del Linguistic Survey of India, editat per Sten Konow, es va dedicar a les llengües tibetobirmanes de l'Índia britànica.
Els estudis sobre les llengües "indoxineses" del sud-est asiàtic a mitjans del segle XIX, per part de Logan i altres, van revelar que aquestes comprenien quatre famílies: tibetobirmà, tai, mon-khmer i malaiopolinesià. Julius Klaproth va observar l'any 1823 que el birmà, el tibetà i el xinès compartien un vocabulari bàsic comú, però que el tai, el mon i el vietnamita eren força diferents. Ernst Kuhn va concebre un grup amb dues branques, la xinesosiamesa i la tibetobirmana. August Conradi va anomenar aquest grup "indoxinès" en la seva influent classificació de 1896, tot i que tenia dubtes sobre el karen. La terminologia de Conradi es va utilitzar àmpliament, però hi havia incertesa sobre la seva exclusió del vietnamita. Franz Nikolaus Finck, el 1909, va situar el Karen com una tercera branca.
Jean Przyluski va introduir el terme francès sino-tibétain com a títol del seu capítol sobre el grup en l'obra Les langues du monde de Meillet i Cohen, el 1924. Va dividir-les en tres grups: tibetobirmà, xinès i tai, i tenia dubtes sobre l'afinitat del karen i del hmong-mien. La traducció a l'anglès, "Sino-Tibetan", va aparèixer per primera vegada en una breu nota de Przyluski i Luce el 1931.

### Shafer i Benedict
El 1935, l'antropòleg Alfred Kroeber va iniciar el Projecte de Filologia sinotibetana, finançat per l'Administració de Projectes de Treball (Works Project Administration) i amb base a la Universitat de Califòrnia a Berkeley. El projecte va ser supervisat per Robert Shafer fins a finals de 1938, i després per Paul K. Benedict. Sota la seva direcció, l'equip, format per 30 persones no lingüistes, va recopilar tota la documentació disponible sobre les llengües sinotibetanes. El resultat van ser vuit còpies d'un manuscrit mecanografiat de 15 volums titulat Sino-Tibetan Linguistics ("Lingüística sinotibetana"). El treball no es va arribar a publicar mai, però va proporcionar les dades per a una sèrie d'articles de Shafer, així com per a la seva obra de cinc volums Introduction to Sino-Tibetan i per al llibre de Benedict, Sino-Tibetan.
Benedict va completar el manuscrit de la seva obra el 1941, però no es va publicar fins al 1972. En lloc de construir tot l'arbre genealògic, es va centrar a reconstruir una llengua prototibetobirmana comparant cinc llengües principals, amb comparacions ocasionals amb altres llengües. Va reconstruir una distinció binària en les consonants inicials basada en la sonorització, amb l’aspiració condicionada per consonants preinicials que s'havien conservat en el tibètic però que s'havien perdut en moltes altres llengües. Així, Benedict va reconstruir les següents consonants inicials:
| TB  | Tibetà | Jingpho     | Birmà | Garo      | Mizo | Karen S'gaw | Xinès antic |
| --- | ------ | ----------- | ----- | --------- | ---- | ----------- | ----------- |
| *k  | k(h)   | k(h) ~ g    | k(h)  | k(h) ~ g  | k(h) | k(h)        | *k(h)       |
| *g  | g      | g ~ k(h)    | k     | g ~ k(h)  | k    | k(h)        | *gh         |
| *ŋ  | ŋ      | ŋ           | ŋ     | ŋ         | ŋ    | y           | *ŋ          |
| *t  | t(h)   | t(h) ~ d    | t(h)  | t(h) ~ d  | t(h) | t(h)        | *t(h)       |
| *d  | d      | d ~ t(h)    | t     | d ~ t(h)  | d    | d           | *dh         |
| *n  | n      | n           | n     | n         | n    | n           | *n ~ *ń     |
| *p  | p(h)   | p(h) ~ b    | p(h)  | p(h) ~ b  | p(h) | p(h)        | *p(h)       |
| *b  | b      | b ~ p(h)    | p     | b ~ p(h)  | b    | b           | *bh         |
| *m  | m      | m           | m     | m         | m    | m           | *m          |
| *ts | ts(h)  | ts ~ dz     | ts(h) | s ~ tś(h) | s    | s(h)        | *ts(h)      |
| *dz | dz     | dz ~ ts ~ ś | ts    | tś(h)     | f    | s(h)        | ?           |
| *s  | s      | s           | s     | th        | th   | θ           | *s          |
| *z  | z      | z ~ ś       | s     | s         | f    | θ           | ?           |
| *r  | r      | r           | r     | r         | r    | γ           | *l          |
| *l  | l      | l           | l     | l         | l    | l           | *l          |
| *h  | h      | ∅           | h     | ∅         | h    | h           | *x          |
| *w  | ∅      | w           | w     | w         | w    | w           | *gjw        |
| *y  | y      | y           | y     | tś ~ dź   | z    | y           | *dj ~ *zj   |

Encara que les consonants inicials dels cognats tendeixen a tenir el mateix lloc i mode d'articulació, la sonorització i l'aspiració són sovint impredictibles. Aquesta irregularitat ha estat criticada per Roy Andrew Miller, tot i que els partidaris de Benedict l’atribueixen als efectes de prefixos que s'han perdut i que sovint són irrecuperables. La qüestió continua sense resolució. Christopher Beckwith, un dels pocs estudiosos que encara argumenten que el xinès no està relacionat amb el tibetobirmà, l'ha citada juntament amb la manca de morfologia compartida reconstruïble i l’evidència que gran part del material lèxic compartit ha estat manllevat del xinès.
Benedict també reconstrueix, almenys per al tibetobirmà, prefixos com el causatiu *s-, l’intransitiu *m-, i *r-, *b-, *g- i *d- de funció incerta, així com els sufixos *-s, *-t i *-n.

### Estudi de llengües literàries

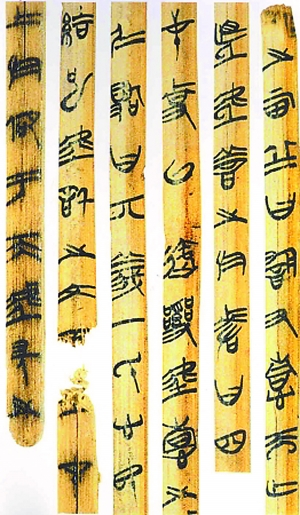
Text en xinès antic escrit sobre bambús.

El xinès antic és, amb diferència, la llengua sinotibetana més antiga documentada, amb inscripcions que daten aproximadament del 1250 aC i un enorme corpus literari del primer mil·lenni aC. No obstant això, l'escriptura xinesa és logogràfica i no representa els sons de manera sistemàtica; per tant, és difícil reconstruir la fonologia de la llengua a partir dels registres escrits. Els estudiosos han intentat reconstruir la fonologia del xinès antic comparant les obscures descripcions dels sons del xinès mitjà en diccionaris medievals amb els elements fonètics dels caràcters xinesos i els patrons de rima de la poesia antiga. La primera reconstrucció completa, el Grammata Serica Recensa de Bernard Karlgren, va ser utilitzada per Benedict i Shafer.
La reconstrucció de Karlgren era força complicada, amb molts sons distribuïts de manera molt desigual. Investigadors posteriors l’han revisada basant-se en diverses altres fonts. Algunes propostes es basaven en cognats amb altres llengües sinotibetanes, tot i que també s'ha trobat evidència purament xinesa per a algunes d’aquestes revisions. Per exemple, les reconstruccions recents del xinès antic han reduït les 15 vocals de Karlgren a un sistema de sis vocals, com havia suggerit inicialment Nicholas Bodman. De manera similar, la reconstrucció de Karlgren de *l s'ha reinterpretat com *r, mentre que un altre so inicial s'ha identificat com *l, en correspondència amb cognats tibetobirmans, però també recolzat per transcripcions xineses de noms estrangers. Un nombre creixent d'estudiosos creu que el xinès antic no tenia tons i que els tons del xinès mitjà es van desenvolupar a partir de consonants finals. Un d'aquests sons finals, *-s, es creu que era un sufix, amb cognats en altres llengües sinotibetanes.

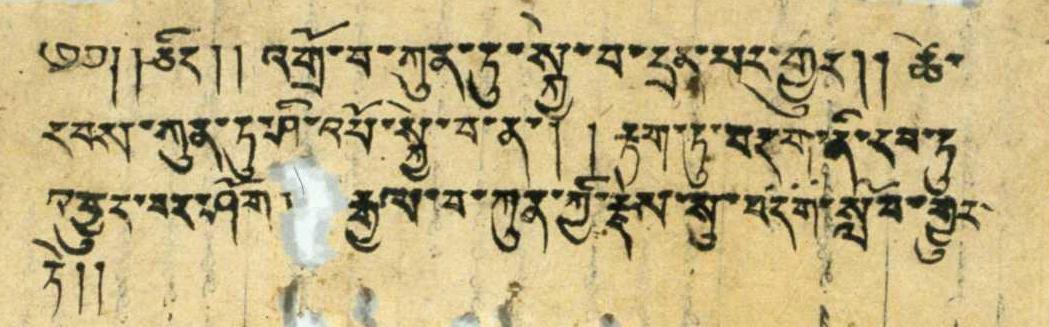
Text en tibetà antic trobat a Turfan

El tibètic té un extens registre escrit des de l'adopció de l'escriptura per part de l'Imperi Tibetà a mitjans del segle VII. Els primers registres del birmà (com la inscripció de Myazedi del segle XII) són més limitats, però posteriorment es va desenvolupar una literatura extensa. Ambdues llengües estan documentades en escriptures alfabètiques derivades en última instància del Brahmi de l'Índia antiga. La major part del treball comparatiu s'ha basat en les formes escrites conservadores d'aquestes llengües, seguint els diccionaris de Jäschke (tibetà) i Judson (birmà), tot i que amb entrades que abasten diversos períodes històrics.
També hi ha registres extensos en tangut, la llengua de la dinastia Xia Occidental (1038–1227). El tangut està documentat en una escriptura logogràfica inspirada en la xinesa, la interpretació de la qual presenta moltes dificultats, malgrat la troballa de diccionaris multilingües.
Gong Hwang-cherng ha comparat el xinès antic, el tibètic, el birmà i el tangut per establir correspondències fonètiques entre aquestes llengües. Va trobar que les vocals /a/ en tibètic i birmà corresponen a dues vocals del xinès antic, *a i *ə./a/ Mentre que això ha estat considerat com a evidència d'un subgrup tibetobirmà separat, Hill (2014) observa que el birmà presenta correspondències distintes per les rimes del xinès antic -ay : *-aj i -i : *-əj, i per tant argumenta que el desenvolupament *ə > *a va ocórrer de manera independent en tibetà i birmà.

### Treball de camp
Les descripcions de llengües no literàries utilitzades per Shafer i Benedict sovint van ser produïdes per missioners i administradors colonials amb habilitats lingüístiques variables. La majoria de les llengües sinotibetanes més petites es parlen en zones muntanyoses inaccessibles, moltes de les quals són políticament o militarment sensibles i, per tant, estan tancades a investigadors. Fins als anys 80, les zones més estudiades eren el Nepal i el nord de Tailàndia. Durant les dècades de 1980 i 1990, es van publicar nous estudis sobre les llengües de l'Himàlaia i el sud-oest de la Xina. D’un interès particular va ser la creixent literatura sobre les llengües qiànguiques del Sichuan occidental i àrees adjacents.

## Distribució
| Xinès (94.3%) Lolo–Birmà (3.4%) Tibetà (0.4%) | Karen (0.3%) altres llengües (1.6%) |

Distribució de les principals subfamílies del sinotibetà, amb els respectius percentatges de parlants materns:
Xinès (94.3%)
Lolo–Birmà (3.4%)
Tibetà (0.4%)
Karen (0.3%)
altres llengües (1.6%)

La major part de la distribució actual de les llengües sinotibetanes és resultat de l'expansió històrica dels tres grups amb més parlants: el xinès, el birmà i el tibètic, que han substituït un nombre desconegut de llengües anteriors. Aquests grups també tenen les tradicions literàries més antigues de la família. Les llengües restants es parlen en zones muntanyoses, al llarg dels vessants meridionals de l'Himàlaia, el Massís del sud-est asiàtic i la vora oriental de l'altiplà tibetà.

### Llengües contemporànies
La branca amb més parlants és, amb diferència, la de les llengües sintítiques, amb 1.300 milions de parlants, la majoria dels quals viuen a la meitat oriental de la Xina. Els primers registres escrits en xinès són inscripcions en ossos oraculars datades aproximadament cap al 1250 aC, quan el xinès antic es parlava a la conca mitjana del riu Groc. Des d'aleshores, el xinès s'ha expandit per tota la Xina, formant una família lingüística la diversitat de la qual ha estat comparada amb la de les llengües romàniques. La diversitat és més gran en el terreny accidentat del sud-est de la Xina que a la plana del nord.
El birmà és la llengua nacional de Myanmar i la primera llengua d'uns 33 milions de persones. Els parlants de birmà van entrar per primera vegada a la conca septentrional de l'Irrawaddy des del que avui és el Yunnan occidental a principis del segle IX, coincidint amb una invasió de Nanzhao que va destruir les ciutats-estat dels pyu. Altres llengües birmeses encara es parlen a la prefectura de Dehong, a l'extrem occidental del Yunnan. Al segle XI, el Regne de Pagan ja s'havia expandit per tota la conca. Els textos més antics, com la inscripció de Myazedi, daten de principis del segle XII. Les llengües loloïtiques, estretament relacionades amb el birmà, són parlades per 9 milions de persones a les muntanyes del Sichuan occidental, el Yunnan i zones properes del nord de Myanmar, Tailàndia, Laos i Vietnam.
Les llengües tibètiques són parlades per uns 6 milions de persones a l'altiplà Tibetà i zones veïnes de l'Himàlaia i el Sichuan occidental. Deriven del tibetà antic, originalment parlat a la vall de Yarlung abans de la seva expansió durant l'Imperi Tibetà al segle VII. Encara que l'imperi es va ensorrar al segle IX, el tibetà clàssic va mantenir la seva influència com a llengua litúrgica del budisme tibetà.
Les llengües restants es parlen en zones muntanyoses. Les més meridionals són les llengües karen, parlades per 4 milions de persones a les terres altes de la frontera entre Myanmar i Tailàndia, amb la màxima diversitat a les muntanyes Karen, que es creu que són la llar original del grup. Els altiplans que s'estenen des del nord-est de l'Índia fins al nord de Myanmar contenen més de 100 llengües sinotibetanes molt diverses. Altres llengües sinotibetanes es troben als vessants meridionals de l'Himàlaia i la vora oriental de l'altiplà Tibetà. Entre les 22 llengües oficials enumerades a la vuitena esmena de la Constitució de l'Índia, només dues són llengües sinotibetanes: el meitei (oficialment anomenat manipuri) i el bodo.

### Origen
Hi ha hagut diverses propostes sobre l’urheimat (llar ancestral) de les llengües sinotibetanes, reflectint la incertesa sobre la seva classificació i profunditat temporal. S'han presentat tres hipòtesis principals sobre el lloc i el moment en què es va unificar la família sinotibetana:

#### Hipòtesi del riu Groc
La teoria més citada associa la família sinotibetana amb la cultura neolítica de Yangshao (fa 7.000–5.000 anys) a la conca del riu Groc, amb una expansió impulsada per l'agricultura del mill. En aquest escenari, es proposa una divisió primària entre el xinès (Sinitic) a l’est i les llengües tibetobirmanes, sovint associades a la cultura de Majiayao (fa 5.300–4.000 anys) a les zones altes del riu Groc, a la vora nord-est de l’altiplà Tibetà. Per exemple, James Matisoff proposa una escissió fa uns 6.000 anys, amb els parlants de xinès establint-se al llarg del riu Groc i altres grups migrant cap al sud seguint els rius Iang-Tsé, Mekong, Salween i Brahmaputra.

#### Hipòtesi de la Conca de Sichuan
George van Driem proposa que la llar originària de les llengües sinotibetanes es trobava a la conca de Sichuan abans de fa 9.000 anys, amb una taxonomia basada en diverses migracions cap a l’exterior al llarg del temps. Segons aquesta hipòtesi, la primera expansió es va dirigir cap al nord-est de l’Índia, i posteriorment es van produir migracions cap al nord (precursors del xinès i el tibètic) i cap al sud (Karen i lolobirmà).

#### Hipòtesi dels caçadors-recol·lectors del nord-est de l’Índia
Roger Blench argumenta que l'agricultura no es pot reconstruir per al protosinotibetà. Blench i Mark Post proposen que els primers parlants de sinotibetà no eren agricultors, sinó caçadors-recol·lectors molt diversos, situats als contraforts orientals de l’Himàlaia, al nord-est de l’Índia, la zona de màxima diversitat lingüística, fa uns 9.000 anys. Després, aquests pobles haurien protagonitzat una sèrie de migracions al llarg dels mil·lennis següents, amb el xinès (Sinitic) representant un dels grups que van migrar cap a la Xina.

#### Estudis recents
Zhang et al. (2019) proposen una anàlisi filogenètica computacional de 109 llengües sinotibetanes i van suggerir una llar originària al nord de la Xina, prop de la conca del riu Groc. L’estudi indica que hi va haver una gran divisió inicial entre el xinès (sinític) i el tibetobirmà fa entre 4.200 i 7.800 anys (amb una mitjana de 5.900 anys), associada a les cultures de Yangshao o Majiayao.
Una anàlisi de Sagart et al. (2019) arriba a conclusions similars sobre l’origen i el model de divergència, però amb una antiguitat major, d’uns 7.200 anys, que associa l’origen de la família lingüística amb l'agricultura del mill de la cultura tardana de Cishan i la cultura primerenca de Yangshao.
Tanmateix, Orlandi (2021) critica aquests estudis per basar-se en elements lèxics, que no són considerats indicadors robustos de l’ancestralitat lingüística.
| Origen i expansió segons Sagart et al. (2019)Origen i expansió segons van Driem (2005)Origen i expansió segons Blench (2009) |

## Classificació
Diverses branques de baix nivell de la família, especialment el lolobirmà, han estat reconstruïdes de manera segura, però, en absència d'una reconstrucció segura d'una protollengua sinotibetana, l'estructura de nivell superior de la família continua sent incerta. Així, una classificació conservadora del sinotibetà/tibetobirmà proposaria diverses dotzenes de petites famílies coordinades i llengües aïllades; els intents de subagrupació són principalment conveniències geogràfiques o hipòtesis per a futures investigacions.

### Li (1937)
En una enquesta publicada a l’Anuari Xinès de 1937, Li Fang-Kuei descriu la família com a formada per quatre branques:
- Indoxinès (Sinotibetà)
  - Xinès
  - Tai (posteriorment ampliat a Kam-Tai)
  - Miao–Yao (Hmong–Mien)
  - Tibetobirmà

El tai i el miao-yao hi van ser inclosos perquè compartien tipologia aïllant, sistemes tonals i part del vocabulari amb el xinès. En aquell moment, el to es considerava tan fonamental per a la llengua que es feia servir com a base per a la classificació. A la comunitat acadèmica occidental, aquestes llengües ja no es consideren part del sinotibetà, i les similituds s'atribueixen a la difusió lingüística a la regió del sud-est asiàtic continental, especialment des de Benedict (1942). L'exclusió del vietnamita per part de Kuhn i de Tai i Miao-Yao per part de Benedict es van confirmar el 1954, quan André-Georges Haudricourt va demostrar que els tons del vietnamita eren reflexos de consonants finals del proto-mon-khmer.
Molts lingüistes xinesos continuen seguint la classificació de Li. Tot i això, aquesta disposició continua sent problemàtica. Per exemple, hi ha desacord sobre si s'ha d'incloure tota la família kra-dai o només Kam-Tai (Zhuang-Dong exclou les llengües Kra), ja que els cognats xinesos que formen la base de la suposada relació no es troben a totes les branques de la família i no han estat reconstruïts per a tota la família. A més, kam-tai ja no sembla ser una subdivisió vàlida dins de les llengües kra-dai.

### Benedict (1942)
Benedict va excloure explícitament el vietnamita (situant-lo dins del mon-khmer), així com l’mmong-mien i el kra-dai (situant-los dins de l’austrotai). No obstant això, va mantenir les línies generals de la classificació indoxinesa de Conrady, tot i que posant el karen en una posició intermèdia:
- Sinotibetà
  - Xinès
  - Tibetokarènic
    - Karènic
    - Tibetobirmà

### Shafer (1955)
Shafer va criticar la divisió de la família en branques tibetobirmana i sinodaica, que atribuïa a les diferents llengües estudiades per Konow i altres acadèmics a l’Índia britànica, d’una banda, i per Henri Maspero i altres lingüistes francesos, de l’altra. Va proposar una classificació detallada amb sis divisions principals:
- Sinotibetà
  - Sinític
  - Daic
  - Bòdic
  - Búrmic
  - Bàric
  - Karènic

Shafer era escèptic sobre la inclusió del daic, però després de reunir-se amb Maspero a París va decidir mantenir-lo a l'espera d'una resolució definitiva de la qüestió.

### Matisoff (1978, 2015)
James Matisoff va abandonar la hipòtesi tibetokaren de Benedict:
- Sinotibetà
  - Xinès
  - Tibetobirmà

Alguns acadèmics occidentals més recents, com Bradley (1997) i La Polla (2003), han mantingut les dues branques principals de Matisoff, tot i que amb diferències en els detalls del tibetobirmà. No obstant això, Jacques (2006) assenyala que "el treball comparatiu mai no ha pogut aportar proves d'innovacions comunes a totes les llengües tibetobirmanes (les llengües sinotibetanes a exclusió del xinès)" i que "ja no sembla justificat tractar el xinès com la primera bifurcació de la família sinotibetana", ja que la divisió morfològica entre el xinès i el tibetobirmà ha estat superada per reconstruccions recents del xinès antic.
L'estructura interna del sinotibetà ha estat revisada tentativament segons aquest arbre genealògic proposat per Matisoff a la versió final del seu Sino-Tibetan Etymological Dictionary and Thesaurus (STEDT) el 2015. Matisoff reconeix que la posició del xinès dins de la família segueix sent una qüestió oberta.
- Sinotibetà
  - Xinès
  - Tibetobirmà
    - Grup geogràfic nordoriental de l'Índia
      - "North Assam"
        - Tani
        - Deng

      - Kuki-Chin
      - Grup "Naga"
        - Naga central (grup ao)
        - Grup Angami–Pochuri
        - Grup Zeme group
        - Tangkhul

      - Meitei
      - Mikir/Karbi
      - Mru
      - Sal
        - Bodo–Garo
        - Naga septentrional/konyak
        - Jingphoasaquià

    - Himalayà
      - Tibeto-Kanauri
        - Himalaià occidental
        - Bodi
        - Lepcha
        - Tamangi
        - Dhimal

      - Newar
      - Kiranti
      - Kham-Magar-Chepang

    - Tangut-Qiang
      - Tangut
      - Qiangi
      - Rgyalrongi

    - Nungi
    - Tujia
    - Lolobirmà–Naxi
      - Lolobirmà
      - Naxi

    - Karènic
    - Bai

### Starostin (1996)
Sergei Starostin va proposar que tant les llengües kiranti com el xinès són divergents d'un "nucli" tibetobirmà d'almenys les famílies Bodi, Lolobirmà, Tamangic, Jinghpaw, Kukish i Karen (altres famílies no es van analitzar) en una hipòtesi anomenada Sinokiranti. La proposta té dues formes: que les llengües sinítiques i kiranti siguin elles mateixes un node vàlid, o que les dues no siguin demostrablement properes, de manera que el sinotibetà tingui tres branques primàries:
- Sinotibetà (versió 1)
  - Sinokiranti
  - Tibetobirmà
- Sinotibetà (versió 2)
  - Xinès
  - Kiranti
  - Tibetobirmà

### Van Driem (1997, 2001)
George van Driem, com Shafer, rebutja una divisió primària entre el xinès i la resta, suggerint que el xinès deu el seu lloc privilegiat tradicional dins del sinotibetà a criteris històrics, tipològics i culturals, més que no pas lingüístics. Ell anomena tota la família "tibetobirmana", un nom que, segons ell, té primacia històrica,, però altres lingüistes que també rebutgen un lloc privilegiat per al xinès continuen anomenant la família resultant "sinotibetana".
Com Matisoff, van Driem reconeix que les relacions de les llengües Kuki-Naga (Kukish, Mizo, Meitei, etc.), tant entre elles com amb les altres llengües de la família, continuen sent poc clares. No obstant això, en lloc de situar-les en un grup geogràfic, com fa Matisoff, van Driem les deixa sense classificar. Ha proposat diverses hipòtesis, incloent-hi la reclassificació del xinès dins d’un subgrup sino-bòdic:
- Tibeto-birmà
  - Occidental (Bàric, Brahmaputrià o Sal): Dhimal, Bodo-Garo, Konyak, Kachin-Luic
  - Oriental
    - Septentrional (Sino-bòdic)
      - Nord-oest (Bòdic): Bodish, Kiranti, Oest Himalaià, Tamangic i diversos aïllats
      - Nord-est (Sinitic)

    - Meridional
      - Sud-oest: Lolo-Birmà, Karenic
      - Sud-est: Qiangic, Jiarongic

  - Algunes altres petites famílies i aïllats com a branques primàries (Newar, Nungish, Magaric, etc.)

Van Driem assenyala dues proves principals que estableixen una relació especial entre el sinític i el bòdic, situant així el xinès dins la família tibetobirmana. Primer, hi ha alguns paral·lelismes entre la morfologia del xinès antic i les llengües bòdiques modernes. Segon, hi ha un conjunt de cognats lèxics entre el xinès i les llengües bòdiques, representades per la llengua kiranti Limbu.
En resposta, Matisoff assenyala que l’existència de material lèxic compartit només serveix per establir una relació absoluta entre dues famílies lingüístiques, però no la seva relació relativa entre si. Encara que alguns grups de cognats presentats per van Driem estan confinats al xinès i el bòdic, molts altres es troben en llengües sinotibetanes en general i, per tant, no serveixen com a prova d’una relació especial entre el xinès i el bòdic.

## Tipologia

### Ordre de les paraules
Excepte per a les llengües xinesa, Bai, Karèniques i Mruic, l'ordre habitual de les paraules en les llengües sinotibetanes és objecte-verb. No obstant això, el xinès i el Bai es diferencien de gairebé totes les altres llengües subjecte-verb-objecte del món a l'emplaçar les proposicions relatives abans dels noms que modifiquen. La majoria d'estudiosos creuen que l'ordre SOV és l'ordre original, amb el xinès, el karènic i el Bai que han adquirit l'ordre SVO a causa de la influència de les llengües veïnes de l'Àrea lingüística del sud-est asiàtic continental. Això ha estat criticat com a insuficientment corroborat per Djamouri et al. 2007, que en lloc d'això reconstrueixen un ordre VO per al Protosinotibetà.

### Fonologia
Els tons contrastius són una característica present a tota la família, tot i que absent en algunes llengües com el purik. Els contrastos de fonació també estan presents entre moltes llengües, especialment al grup lolobirmà. Mentre que Benedict va sostenir que el prototibetobirmà hauria tingut un sistema de dos tons, Matisoff es va abstenir de reconstruir-lo ja que els tons en llengües individuals poden haver-se desenvolupat independentment mitjançant el procés de tonogènesi.

### Morfologia

#### Estructura de les paraules
El sinotibetà és estructuralment una de les famílies lingüístiques més diverses del món, incloent tota la gradació de complexitat morfològica des de les llengües aïllants (lolobirmà, Tujia) fins a les llengües polisintètiques (Gyalrongic, Kiranti). Mentre que les llengües sinítiques es prenen normalment com un exemple prototípic del tipus morfològic analític, les llengües del sud de la Xina expressen aquesta característica molt més fortament que les llengües del nord de la Xina.

#### Veu i alternància de veu
Les alternàncies de les consonants inicials relacionades amb la transitivitat són presents a tot el sinotibetà; mentre que la desvoicització (o aspiració) de la consonant inicial s'associa amb un verb transitiu/causatiu, la voicing està relacionada amb el seu equivalent intransitiu/anticausatiu. Fins i tot en xinès, es poden trobar parelles de verbs semànticament relacionades com 見 'veure' (MC: kenH) i 現 'aparèixer' (ɣenH), que es reconstruixen respectivament com *[k]ˤen-s i *N-[k]ˤen-s en el sistema Baxter-Sagart del xinès antic.

#### Ergativitat
En l'alineament morfosintàctic, moltes llengües tibetobirmanes tenen marcatge de cas ergatiu i/o anti-ergatiu (un argument que no és un agent). No obstant això, els marcatges de cas anti-ergatiu no poden ser reconstruïts a nivells superiors dins de la família i es consideren innovacions.

#### Indexació de persona
Moltes llengües sinotibetanes mostren un sistema d'indexació de persona. Cal destacar que les llengües Gyalrongic i Kiranti tenen un marcador inverse que es prefixa a un verb transitiu quan l'agent és inferior al pacient en una determinada jerarquia de persones.
Hodgson va observar el 1849 una dicotomia entre les llengües "pronominalitzades" (lingües flexionades) que s'estenen a través de l'Himalaya des de Himachal Pradesh fins a l'est de Nepal, i les llengües "no pronominalitzades" (llengües aïllants). Konow (1909) va explicar les llengües pronominalitzades com a resultat d'un substrat Munda, amb la idea que les llengües indoxineses eren essencialment aïllants així com tonals. Més tard, Maspero va atribuir el substrat presumpte a les llengües indoàries. No va ser fins a Benedict que els sistemes de flexió d'aquestes llengües van ser reconeguts com a (parcialment) natives de la família. Els estudiosos no estan d'acord sobre fins a quin punt el sistema d'acord en les diverses llengües pot ser reconstruït per al proto-llenguatge.

### Evidencialitat, mirativitat i egoforicitat
Tot i que no són molt comuns en algunes famílies i zones lingüístiques com l'Europa mitjana estàndard, es poden trobar sistemes força complexos d'evidencialitat (marcatge gramatical de la font de la informació) en moltes llengües tibetobirmanes. La família també ha contribuït a l'estudi de la mirativitat i egoforicitat, que són conceptes relativament nous en tipologia lingüística.

## Vocabulari
| gloss    | Xinès antic    | Tibetà antic | Birmà antic | Jingpho | Garo   | Limbu  | Kanauri | Tujia |
| -------- | -------------- | ------------ | ----------- | ------- | ------ | ------ | ------- | ----- |
| "u(n)"   | 一 *ʔjit       | –            | ac          | –       | sa     | –      | id      | –     |
| "u(n)"   | 隻 *tjek "sol" | gcig         | tac         | –       |        | thik   | –       | –     |
| "dos"    | 二 *njijs      | gnyis        | nhac        | –       | gini   | nɛtchi | niš     | ne⁵⁵  |
| "tres"   | 三 *sum        | gsum         | sumḥ        | mə̀sūm   | gittam | sumsi  | sum     | so⁵⁵  |
| "quatre" | 四 *sjijs      | bzhi         | liy         | mə̀lī    | bri    | lisi   | pə:     | ze⁵⁵  |
| "cinc"   | 五 *ŋaʔ        | lnga         | ṅāḥ         | mə̀ŋā    | boŋa   | nasi   | ṅa      | ũ⁵⁵   |
| "sis"    | 六 *C-rjuk     | drug         | khrok       | krúʔ    | dok    | tuksi  | țuk     | wo²¹  |
| "set"    | 七 *tsʰjit     | –            | khu-nac     | sə̀nìt   | sini   | nusi   | štiš    | ne²¹  |
| "vuit"   | 八 *pret       | brgyad       | rhac        | mə̀tshát | chet   | yɛtchi | rəy     | je²¹  |
| "nou"    | 九 *kjuʔ       | dgu          | kuiḥ        | cə̀khù   | sku    | sku    | sgui    | kɨe⁵⁵ |
| "deu"    | 十 *gjəp       | –            | kip         | –       | –      | gip    | –       | –     |
| "deu"    | –              | bcu          | chay        | shī     | chikuŋ | –      | səy     | –     |